# Johanneskirche (Oberdigisheim)

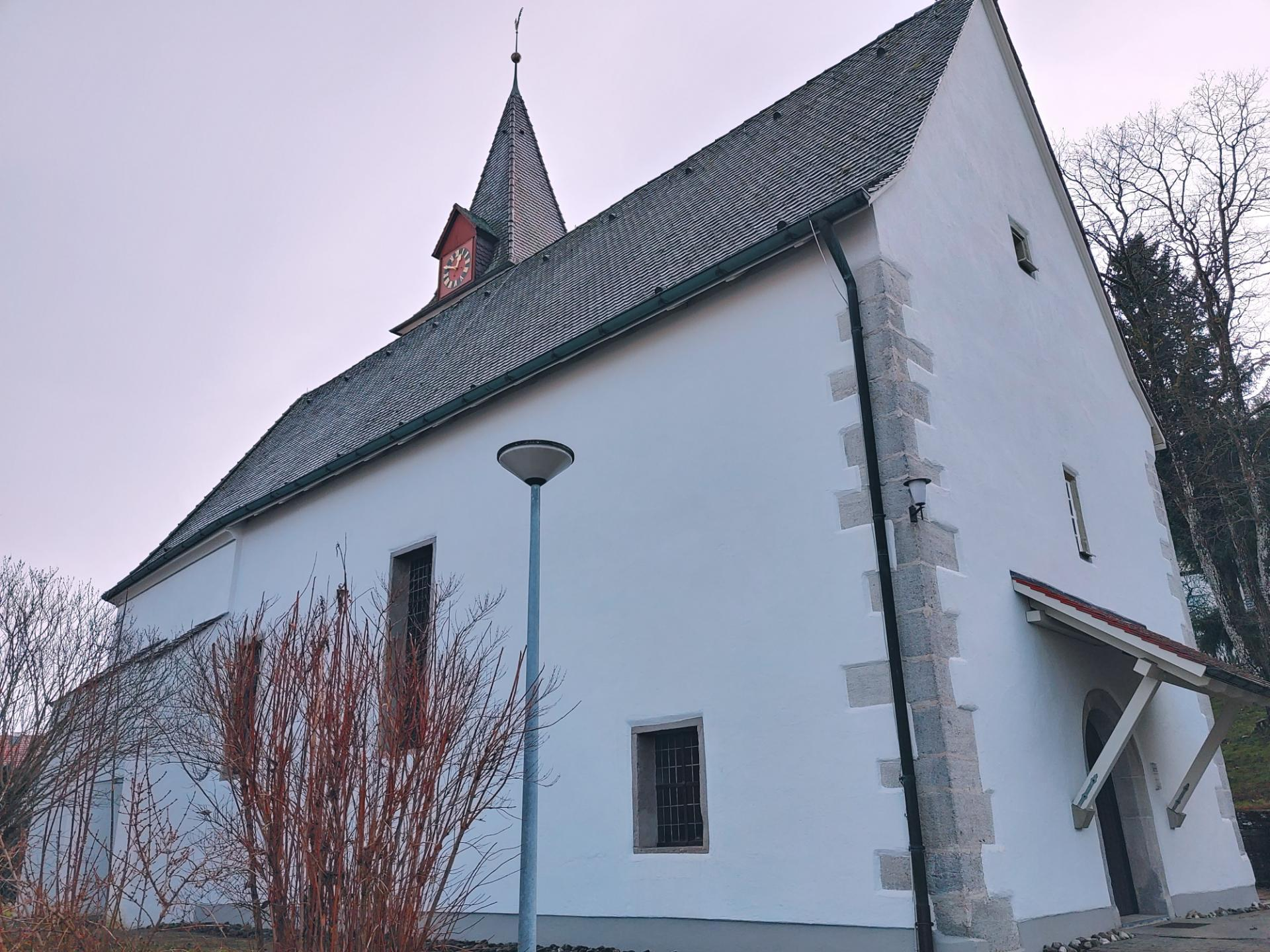
St. Johannes Evangelist in Oberdigisheim

Die evangelische Johanneskirche steht in Oberdigisheim, einem Stadtteil von Meßstetten im Zollernalbkreis in Baden-Württemberg. Die Kirchengemeinde gehört zum Kirchenbezirk Balingen der Evangelischen Landeskirche in Württemberg. Sie ist beim Landesamt für Denkmalpflege Baden-Württemberg als Baudenkmal eingetragen.

## Geschichte
Die ältesten Bauteile der Kirche – der polygonale Chor und der Turm – stammen aus der Spätgotik und wurden um das Jahr 1425 errichtet. Der Chor im Osten besitzt ein Fischblasenmaßwerk in Spitzbogenfenstern, ein Netzgewölbe und ein filigranes Stabwerk auf Konsolen. Der Chorflankenturm an der Südwand hatte ursprünglich ein Spitzgewölbe und ist heute mit einem Zeltdach abgeschlossen. Das oberste Geschoss des Chorflankenturms beherbergt den Glockenstuhl, in dem drei Kirchenglocken hängen. Das Zifferblatt der Turmuhr befindet sich in einer Dachgaube des hohen Helms. 
Das schlichte, saalförmige Langhaus wurde 1655 errichtet, was durch eine Inschrift an der Südwestecke dokumentiert ist. 1792 erfolgte eine Renovierung und Erweiterung des Langhauses.  Im Jahr 1906 wurde gemeinsam mit der bürgerlichen Gemeinde eine Kirchturmuhr angeschafft.
Bis zur Reformation war die Johanneskirche eine eigenständige Pfarrei. Im Bauernkrieg 1525 spielte der damalige Pfarrer eine führende Rolle im Aufstand gegen den Schwäbischen Bund und das Haus Österreich. Seit 1534 wird die Gemeinde von Pfarrern aus dem benachbarten Tieringen betreut. 

## Ausstattung

### Taufstein
Der romanische Taufstein aus der Mitte des 12. Jahrhunderts ist das älteste Ausstattungsstück der Kirche und gilt als einzigartig im Zollernalbkreis. Er gehört zur Typengruppe der Löwentaufsteine. Der achteckige Sockel ist mit vier sitzenden Löwen verziert, die mit aufgesperrtem Maul dargestellt sind. Diese gelten als Sinnbild für die überwundenen Mächte des Bösen im Sakrament der Taufe. Die achteckige Form verweist symbolisch auf den Tag der Auferstehung.

### Altar
Der schlichte Steinaltar stammt aus der Umgestaltung der Kirche in den späten 1950er-Jahren. Das zugehörige große Kruzifix aus dem 18. Jahrhundert wurde dabei zentral über dem Altar angebracht.

### Fenster
Die Chorfenster sind einfach gehalten. Das zentrale Fenster zeigt vermutlich den Evangelisten Johannes gemeinsam mit dem Evangelisten Lukas.

### Orgel
Der barocke Orgelprospekt stammt aus dem Jahr 1767 und zeigt vergoldeten Akanthus auf blau marmoriertem Grund. Im Jahr 1840 wurde eine gebrauchte Orgel aus Bitz angeschafft. Die aktuelle Orgel wurde 1995 von Friedrich Lieb in den barocken Orgelprospekt eingebaut. Sie besitzt 14 Register auf einem Manual.

### Glocken
Während des Zweiten Weltkriegs wurden zwei der ursprünglich drei Glocken eingeschmolzen. Nur die kleine Glocke (Ton B, gegossen 1934) blieb erhalten, ihre nationalsozialistische Inschrift wurde nach dem Krieg entfernt. 1949 wurde eine neue mittlere Glocke (Ton G, ca. 600 kg) angeschafft, gegossen von der Firma Kurtz (Stuttgart). 1951 folgte eine große Glocke (Ton F, ca. 850 kg) mit der Inschrift „Wachet und betet“, ebenfalls von Kurtz.